# Aktionsart
Aktionsart är en grammatisk term som huvudsakligen har använts vid beskrivning av de slaviska språken. Aktionsart är en viss typ av modifiering av verbets betydelse, åstadkommen genom avledning. Den har i detta avseende stora likheter med aspekt. Skillnaden mellan aspekt och aktionsart kan enklast visas med ett exempel.
Det enkla (oderiverade) ryska verbet derzjat’ betyder "hålla". Genom att avleda med prefixet pod- ("under") erhålls ett nytt verb med betydelsen "stödja". Detta verb har perfektiv aspekt. För att kunna uttrycka pågående eller upprepad handling behövs en imperfektiv aspektpartner. Denna erhålls genom suffigering: podderzjivat’. Podderzjat’/podderzjivat’ är ett aspektpar. Det imperfektiva verbet har samma lexikaliska innehåll som det perfektiva. Vid översättning till ett aspektlöst språk som svenska blir det ingen betydelseskillnad, men man kan i stället för pod- lägga till prefixet po-. Även denna gång leder prefigeringen till att det nya verbet blir perfektivt, men betydelsen är modifierad: poderzjat’ betyder "hålla en stund". Detta nya verb har ingen aspektpartner; det är ett s.k. perfektivum tantum. Modifieringen - aktionsarten - kallas delimitativ.
De vanligaste aktionsarterna i ryska benämns delimitativ, ingressiv, evolutiv, perdurativ, saturativ, semelfaktiv och diminutiv-iterativ.